# Caecilia inca
Caecilia inca es una especie de anfibios de la familia Caeciliidae.
Es endémica de Perú.
Sus hábitats naturales incluyen bosques tropicales o subtropicales húmedos y a baja altitud, plantaciones, jardines rurales y zonas previamente boscosas ahora muy degradadas.